# 福田庸雄
福田 庸雄（ふくだ つねお、1887年9月6日 - 1965年〈昭和40年〉7月15日）は、日本の商工官僚、実業家。

## 経歴
熊本県出身。1905年福岡県立中学修猷館、1909年第五高等学校英語文科を卒業。1912年高等文官試験に合格。1913年東京帝国大学法科大学政治学科を卒業。
1913年農商務省に入省し、1925年農商務省が商工省と農林省とに分割されると、商工省に移り、1929年保険部長、1930年鉱山局長などを歴任する。1935年1月退官。
1935年12月日本製鐵監査役となり、1939年、日本製鐵取締役、並びに日鉄鉱業専務取締役に就任する。戦後、公職追放を受ける。岩手窯業鉱山社長となった後の1951年に追放解除。1952年に友和産業社長となった。